# Каркуча
Каркуча (груз. კარკუჩა) — село в Грузии, на территории Казбегского муниципалитета края (мхаре) Мцхета-Мтианети.

## География
Село находится в северо-восточной части Грузии, на правом берегу реки Джуты, на расстоянии приблизительно 8 километров (по прямой) к юго-юго-востоку от посёлка городского типа Степанцминда, административного центра муниципалитета. Абсолютная высота — 1866 метров над уровнем моря.

## Население
По результатам официальной переписи населения 2014 года в Каркуче проживало 50 человек (25 мужчин и 25 женщин). В национальной структуре населения грузины составляли 98 %.
| Год  | Население, человек |
| ---- | ------------------ |
| 2002 | 82                 |
| 2014 | ↘ 50               |